# 姆明马克杯

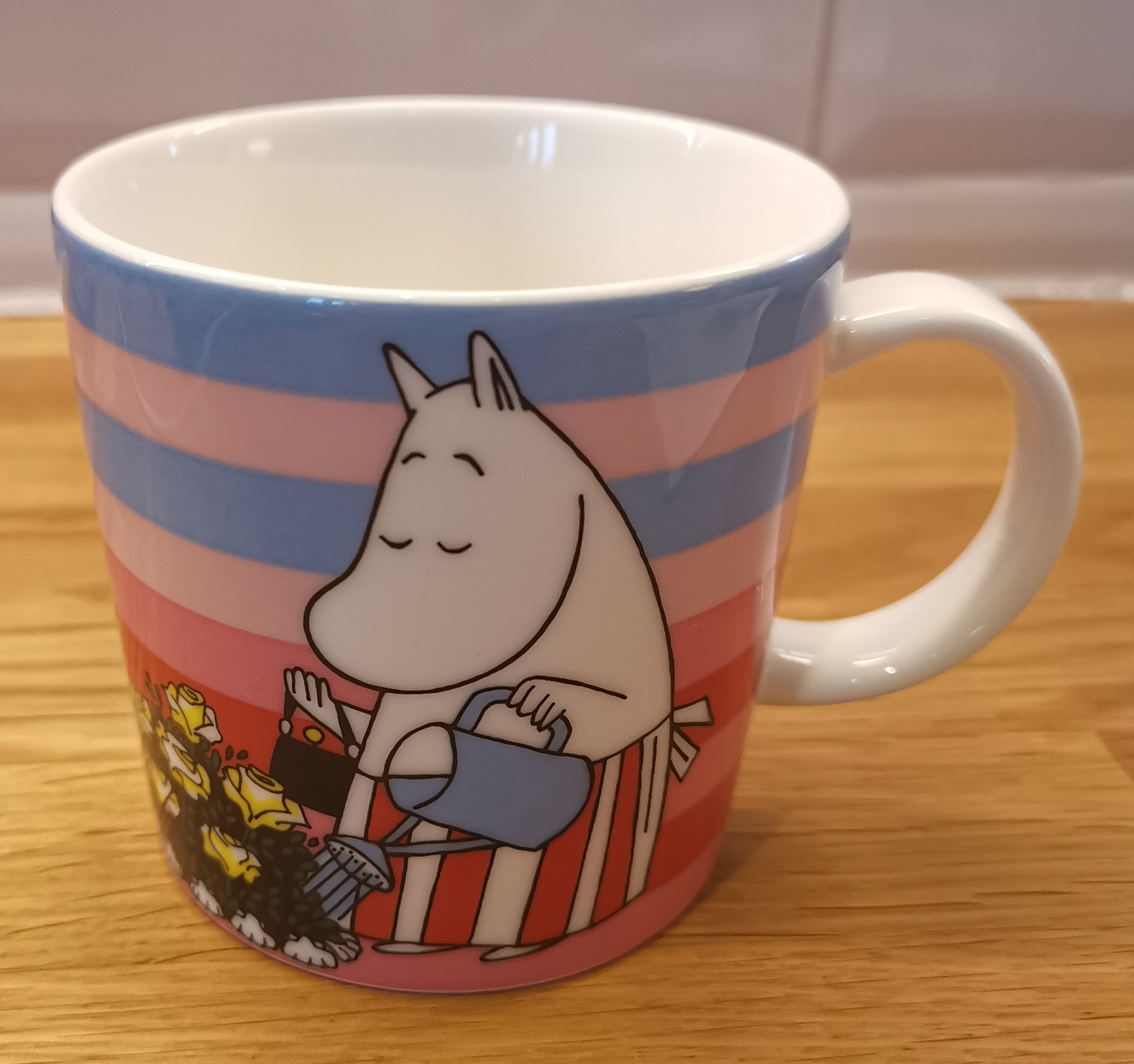
一只姆明马克杯

姆明马克杯是由芬兰品牌阿拉比亚生产，带有姆明动画形象的马克杯收藏系列。马克杯图案是由托芙·斯洛特（Tove Slotte）基于朵貝·楊笙和拉尔斯·扬松的原创绘画所设计。杯子本身是由凯·弗兰克在1970年代设计的“主题”（Teema）系列的陶瓷马克杯，容量为0.3升。
阿拉比亚早在1950年代就开始生产姆明餐饮系列，现今的姆明马克杯是在1990年开始生产。每年出品三到五个带有新图案的马克杯，包括在夏季和圣诞节期间出品的限量版。尤其在北欧国家，姆明马克杯是备受欢迎的收藏品。最珍贵的马克杯是Fazer咖啡店和斯托克曼百货商店定制的限量版。2012年12月一个2004年Fazer限量版马克杯在网上拍卖中以超过26,000瑞典克朗的价格成交。